# 赫尔德求和
在数学中，赫尔德求和是一种对发散级数求和的方法，由 赫尔德 （1882）引进。

## 定义
给定一个级数
{\displaystyle a_{1}+a_{2}+\cdots ,\,}
定义
{\displaystyle H_{n}^{0}=a_{1}+a_{2}+\cdots +a_{n}\,}
{\displaystyle H_{n}^{k+1}={\frac {H_{1}^{k}+\cdots +H_{n}^{k}}{n}}}
若极限
{\displaystyle \lim _{n\rightarrow \infty }H_{n}^{k}\,}
对于某个k存在，则称它为此级数的赫尔德和，或(H,k)和。